# Бургер, Нина
Нина Бургер (нем. Nina Burger; род. 27 декабря 1987[…], Тульн-ан-дер-Донау, Тульн) — австрийская футболистка, нападающая. Выступала в сборной Австрии. Лучший бомбардир в истории сборной Австрии (53 гола).

## Биография
В футбол начала играть в 1995 году в команде девочек «Хаусляйтен». В 2001 году начала профессиональную карьеру в клубе «Лангенрор», выступавшем в региональной лиге. В 2005 году заключила долгосрочный контракт с клубом «Нойленгбах», в составе которого десять раз подряд стала чемпионкой Австрии. В 2010 году признана лучшей футболисткой Австрии.
В сезоне 2013/14 помогла своему клубу дойти до четвертьфинала Лиги чемпионов.
Весной 2014 года на правах аренды перешла в клуб NWSL «Хьюстон Даш», за который провела 14 матчей.
В июне 2015 года подписала контракт с клубом женской Бундеслиги «Санд».
В составе национальной сборной дошла до полуфинала на чемпионате Европы 2017 года.

## Личная жизнь
Закончила полицейскую школу и служила в полиции Вены.

## Достижения
Нойленгбах:
- Чемпионка Австрии: 2005/06, 2006/07, 2007/08, 2008/09, 2009/10, 2010/11, 2011/12, 2012/13, 2013/14, 2014/15
- Обладательница Кубка Австрии: 2005/06, 2006/07, 2007/08, 2008/09, 2009/10, 2010/11, 2011/12